# Serie A 1923-1924
L'edizione 1923-1924 della Serie A svizzera vide la vittoria finale del Zurigo.

## Stagione

### Novità
Dalla Serie Promozione 1922-1923 sono stati promossi il Veltheim, l'Etoile Carouge e il Concordia Basilea.

#### Aggiornamenti
Le squadre partecipanti passano da 24 squadre a 27 squadre (9 per ogni girone).

## Formula
Partecipano 27 squadre suddivise in tre gironi all'italiana composti da 9 squadre ciascuno a carattere regionale: un Girone Ovest (Svizzera romanda), un Girone Centrale, (Svizzera centrale) e un Girone Est (Svizzera orientale)..
Due punti alla vittoria, un punto al pareggio, zero punti alla sconfitta.
In caso di pari merito al primo posto in classifica si procede ad uno o più spareggi.
Lo spareggio è previsto anche per evitare l'ingresso agli spareggi retrocessione (ultimo posto in classifica).
Le squadre vincenti di ciascun girone si affrontano in una fase finale composta da un girone a tre squadre per stabilire la squadra campione del campionato.
Le ultime squadre classificate di ogni girone affrontano le tre squadre pretendenti alla promozione provenienti dal campionato Serie Promozione, per stabilire le promozioni o retrocessioni.

## Squadre partecipanti
| Club              | Città      | Stadio            | Stagione precedente               |
| ----------------- | ---------- | ----------------- | --------------------------------- |
| Blue Stars Zurigo | Zurigo     | Hardturm Stadion  | 5º nel Girone Est                 |
| Brühl             | San Gallo  | Stadio Espenmoos  | 4º nel Girone Est                 |
| Grasshoppers      | Zurigo     | Hardturm Stadion  | 6º nel Girone Est                 |
| Lugano            | Lugano     | Campo Marzio      | 8º nel Girone Est                 |
| San Gallo         | San Gallo  | Stadio Espenmoos  | 7º nel Girone Est                 |
| Veltheim          | Winterthur | Sportplatz Flüeli | 1º nel Girone Est 2 (Neopromosso) |
| Winterthur        | Winterthur | Schützenwiese     | 6º nel Girone Est                 |
| Young Fellows     | Zurigo     | Hardturm Stadion  | 2º nel Girone Finale              |
| Zurigo            | Zurigo     | Stadio Letzigrund | 2º nel Girone Est                 |

### Classifica finale
|  | Pos. | Squadra           | Pt | G  | V  | N | P  | GF | GS | DR  |
|  | ---- | ----------------- | -- | -- | -- | - | -- | -- | -- | --- |
|  | 1.   | Zurigo            | 26 | 16 | 13 | 0 | 3  | 52 | 12 | +40 |
|  | 1.   | Young Fellows     | 26 | 16 | 12 | 2 | 2  | 44 | 23 | +21 |
|  | 3.   | Grasshoppers      | 19 | 16 | 8  | 3 | 5  | 30 | 34 | -4  |
|  | 4.   | San Gallo         | 18 | 16 | 8  | 2 | 6  | 37 | 20 | +17 |
|  | 5.   | Brühl             | 14 | 16 | 6  | 2 | 8  | 24 | 31 | -7  |
|  | 6.   | Winterthur        | 12 | 16 | 5  | 2 | 9  | 18 | 22 | -4  |
|  | 7.   | Veltheim          | 12 | 16 | 6  | 0 | 10 | 33 | 51 | -18 |
|  | 8.   | Lugano            | 10 | 16 | 4  | 2 | 10 | 21 | 35 | -14 |
|  | 9.   | Blue Stars Zurigo | 7  | 16 | 3  | 1 | 12 | 19 | 50 | -31 |

Legenda:
      Va allo spareggio per il primo posto.
 Va agli spareggi per la retrocessione/promozione.
Note:
Due punti a vittoria, uno a pareggio, zero a sconfitta.
In caso di pari merito al primo posto in classifica si procede ad uno o più spareggi.

### Spareggio per il primo posto
- S'incontrano le due squadre arrivate al primo posto nel girone a pari punti.

|        | Risultato   |               | Luogo e data           |  |
| ------ | ----------- | ------------- | ---------------------- |  |
| Zurigo | 1 - 1 (dts) | Young Fellows | Zurigo, 13 aprile 1924 |  |
|        |             |               |                        |  |

- S'incontrano le due squadre arrivate al primo posto nel girone a pari punti.

|        | Risultato |               | Luogo e data           |  |
| ------ | --------- | ------------- | ---------------------- |  |
| Zurigo | 1 - 0     | Young Fellows | Zurigo, 27 aprile 1924 |  |
|        |           |               |                        |  |

#### Tabellone
|              | BLS  | BRU  | GRA  | LUG  | SGA  | VEL  | WIN  | YFZ  | ZUR  |
| ------------ | ---- | ---- | ---- | ---- | ---- | ---- | ---- | ---- | ---- |
| Blue Stars   | –––– | 3-2  | 3-1  | 3-1  | 1-2  | 1-3  | 0-2  | 2-3  | 0-5  |
| Brühl        | 6-0  | –––– | 2-3  | 2-0  | 0-0  | 0-3  | 2-0  | 1-3  | 0-1  |
| Grasshoppers | 2-1  | 1-2  | –––– | 2-1  | 3-1  | 4-2  | 3-2  | 1-1  | 2-1  |
| Lugano       | 4-1  | 5-1  | 0-0  | –––– | 1-0  | 5-2  | 0-0  | 1-3  | 0-3  |
| San Gallo    | 3-0  | 1-1  | 7-0  | 4-0  | –––– | 5-1  | 2-1  | 0-3  | 2-3  |
| Veltheim     | 3-1  | 1-3  | 5-2  | 4-2  | 2-7  | –––– | 3-1  | 2-3  | 1-7  |
| Winterthur   | 1-1  | 0-1  | 0-2  | 4-0  | 1-0  | 3-0  | –––– | 1-0  | 0-2  |
| YF Zurigo    | 5-1  | 5-1  | 3-3  | 3-2  | 2-1  | 4-1  | 4-2  | –––– | 1-4  |
| Zurigo       | 8-2  | 5-0  | 3-1  | 4-0  | 1-2  | 3-0  | 2-0  | 0-1  | –––– |

### Calendario
| andata (1ª) | andata (1ª)        | 1ª giornata             | ritorno (10ª) | ritorno (10ª) |
|             |                    |                         |               |               |
| 23 set.     | 3-1                | Blue Stars-Grasshoppers | 1-2           | 11 mag.       |
| 23 set.     | 2-0                | Bruhl-Lugano            | 1-5           | 16 dic.       |
| 23 set.     | 2-3                | Veltheim-Young Fellows  | 1-4           | 10 feb.       |
| 23 set.     | 1-2                | Zurigo-San Gallo        | 3-2           | 16 dic.       |
| 23 set.     | Riposa: Winterthur |                         |               |               |

| andata (2ª) | andata (2ª)        | 2ª giornata             | ritorno (11ª) | ritorno (11ª) |
|             |                    |                         |               |               |
| 30 set.     | 0-0                | Lugano-Grasshoppers     | 1-2           | 9 dic.        |
| 30 set.     | 0-3                | San Gallo-Young Fellows | 1-2           | 17 feb.       |
| 30 set.     | 3-0                | Winterthur-Veltheim     | 1-3           | 27 gen.       |
| 30 set.     | 5-0                | Zurigo-Bruhl            | 1-0           | 23 mar.       |
| 30 set.     | Riposa: Blue Stars |                         |               |               |

| andata (1ª) | andata (1ª)        | 1ª giornata             | ritorno (10ª) | ritorno (10ª) |
|             |                    |                         |               |               |
| 23 set.     | 3-1                | Blue Stars-Grasshoppers | 1-2           | 11 mag.       |
| 23 set.     | 2-0                | Bruhl-Lugano            | 1-5           | 16 dic.       |
| 23 set.     | 2-3                | Veltheim-Young Fellows  | 1-4           | 10 feb.       |
| 23 set.     | 1-2                | Zurigo-San Gallo        | 3-2           | 16 dic.       |
| 23 set.     | Riposa: Winterthur |                         |               |               |

| andata (2ª) | andata (2ª)        | 2ª giornata             | ritorno (11ª) | ritorno (11ª) |
|             |                    |                         |               |               |
| 30 set.     | 0-0                | Lugano-Grasshoppers     | 1-2           | 9 dic.        |
| 30 set.     | 0-3                | San Gallo-Young Fellows | 1-2           | 17 feb.       |
| 30 set.     | 3-0                | Winterthur-Veltheim     | 1-3           | 27 gen.       |
| 30 set.     | 5-0                | Zurigo-Bruhl            | 1-0           | 23 mar.       |
| 30 set.     | Riposa: Blue Stars |                         |               |               |

| andata (3ª) | andata (3ª)    | 3ª giornata              | ritorno (12ª) | ritorno (12ª) |
|             |                |                          |               |               |
| 7 ott.      | 4-2            | Grasshoppers-Veltheim    | 2-5           | 27 apr.       |
| 7 ott.      | 1-1            | San Gallo-Bruhl          | 0-0           | 27 apr.       |
| 7 ott.      | 4-0            | Winterthur-Lugano        | 0-0           | 25 nov.       |
| 7 ott.      | 5-1            | Young Fellows-Blue Stars | 3-2           | 2 mar.        |
| 7 ott.      | Riposa: Zurigo |                          |               |               |

| andata (4ª) | andata (4ª)       | 4ª giornata           | ritorno (13ª) | ritorno (13ª) |
|             |                   |                       |               |               |
| 14 ott.     | 1-3               | Lugano-Young Fellows  | 2-3           | 27 gen.       |
| 11 nov.     | 1-1               | Winterthur-Blue Stars | 2-0           | 16 dic.       |
| 2 dic.      | 2-3               | Bruhl-Grasshoppers    | 2-1           | 27 gen.       |
| 2 dic.      | 1-7               | Veltheim-Zurigo       | 0-3           | 16 mar.       |
| 2 dic.      | Riposa: San Gallo |                       |               |               |

| andata (3ª) | andata (3ª)    | 3ª giornata              | ritorno (12ª) | ritorno (12ª) |
|             |                |                          |               |               |
| 7 ott.      | 4-2            | Grasshoppers-Veltheim    | 2-5           | 27 apr.       |
| 7 ott.      | 1-1            | San Gallo-Bruhl          | 0-0           | 27 apr.       |
| 7 ott.      | 4-0            | Winterthur-Lugano        | 0-0           | 25 nov.       |
| 7 ott.      | 5-1            | Young Fellows-Blue Stars | 3-2           | 2 mar.        |
| 7 ott.      | Riposa: Zurigo |                          |               |               |

| andata (4ª) | andata (4ª)       | 4ª giornata           | ritorno (13ª) | ritorno (13ª) |
|             |                   |                       |               |               |
| 14 ott.     | 1-3               | Lugano-Young Fellows  | 2-3           | 27 gen.       |
| 11 nov.     | 1-1               | Winterthur-Blue Stars | 2-0           | 16 dic.       |
| 2 dic.      | 2-3               | Bruhl-Grasshoppers    | 2-1           | 27 gen.       |
| 2 dic.      | 1-7               | Veltheim-Zurigo       | 0-3           | 16 mar.       |
| 2 dic.      | Riposa: San Gallo |                       |               |               |

| andata (5ª) | andata (5ª)           | 5ª giornata          | ritorno (14ª) | ritorno (14ª) |
|             |                       |                      |               |               |
| 14 ott.     | 2-1                   | San Gallo-Winterthur | 0-1           | 9 dic.        |
| 21 ott.     | 4-2                   | Veltheim-Lugano      | 2-5           | 6 apr.        |
| 11 nov.     | 3-1                   | Zurigo-Grasshoppers  | 1-2           | 6 apr.        |
| 9 dic.      | 6-0                   | Bruhl-Blue Stars     | 2-3           | 16 apr.       |
| 9 dic.      | Riposa: Young Fellows |                      |               |               |

| andata (6ª) | andata (6ª)      | 6ª giornata                | ritorno (15ª) | ritorno (15ª) |
|             |                  |                            |               |               |
| 28 ott.     | 0-3              | Lugano-Zurigo              | 0-4           | 13 gen.       |
| 28 ott.     | 3-0              | San Gallo-Blue Stars       | 2-1           | 3 feb.        |
| 28 ott.     | 0-1              | Winterthur-Bruhl           | 0-2           | 6 apr.        |
| 28 ott.     | 3-3              | Young Fellows-Grasshoppers | 1-1           | 30 mar.       |
| 28 ott.     | Riposa: Veltheim |                            |               |               |

| andata (5ª) | andata (5ª)           | 5ª giornata          | ritorno (14ª) | ritorno (14ª) |
|             |                       |                      |               |               |
| 14 ott.     | 2-1                   | San Gallo-Winterthur | 0-1           | 9 dic.        |
| 21 ott.     | 4-2                   | Veltheim-Lugano      | 2-5           | 6 apr.        |
| 11 nov.     | 3-1                   | Zurigo-Grasshoppers  | 1-2           | 6 apr.        |
| 9 dic.      | 6-0                   | Bruhl-Blue Stars     | 2-3           | 16 apr.       |
| 9 dic.      | Riposa: Young Fellows |                      |               |               |

| andata (6ª) | andata (6ª)      | 6ª giornata                | ritorno (15ª) | ritorno (15ª) |
|             |                  |                            |               |               |
| 28 ott.     | 0-3              | Lugano-Zurigo              | 0-4           | 13 gen.       |
| 28 ott.     | 3-0              | San Gallo-Blue Stars       | 2-1           | 3 feb.        |
| 28 ott.     | 0-1              | Winterthur-Bruhl           | 0-2           | 6 apr.        |
| 28 ott.     | 3-3              | Young Fellows-Grasshoppers | 1-1           | 30 mar.       |
| 28 ott.     | Riposa: Veltheim |                            |               |               |

| andata (7ª) | andata (7ª)          | 7ª giornata         | ritorno (16ª) | ritorno (16ª) |
|             |                      |                     |               |               |
| 4 nov.      | 3-1                  | Blue Stars-Lugano   | 1-4           | 10 feb.       |
| 4 nov.      | 1-3                  | Bruhl-Young Fellows | 1-5           | 13 gen.       |
| 4 nov.      | 2-7                  | Veltheim-San Gallo  | 1-5           | 11 mag.       |
| 4 nov.      | 2-0                  | Zurigo-Winterthur   | 2-0           | 3 feb.        |
| 4 nov.      | Riposa: Grasshoppers |                     |               |               |

| andata (8ª) | andata (8ª)    | 8ª giornata              | ritorno (17ª) | ritorno (17ª) |
|             |                |                          |               |               |
| 14 ott.     | 1-3            | Veltheim-Bruhl           | 3-0           | 4 mag.        |
| 21 ott.     | 3-1            | Grasshoppers-San Gallo   | 0-7           | 12 giu.       |
| 25 nov.     | 0-5            | Blue Stars-Zurigo        | 2-8           | 20 gen.       |
| 2 dic.      | 4-2            | Young Fellows-Winterthur | 0-1           | 16 mar.       |
| 2 dic.      | Riposa: Lugano |                          |               |               |

| andata (7ª) | andata (7ª)          | 7ª giornata         | ritorno (16ª) | ritorno (16ª) |
|             |                      |                     |               |               |
| 4 nov.      | 3-1                  | Blue Stars-Lugano   | 1-4           | 10 feb.       |
| 4 nov.      | 1-3                  | Bruhl-Young Fellows | 1-5           | 13 gen.       |
| 4 nov.      | 2-7                  | Veltheim-San Gallo  | 1-5           | 11 mag.       |
| 4 nov.      | 2-0                  | Zurigo-Winterthur   | 2-0           | 3 feb.        |
| 4 nov.      | Riposa: Grasshoppers |                     |               |               |

| andata (8ª) | andata (8ª)    | 8ª giornata              | ritorno (17ª) | ritorno (17ª) |
|             |                |                          |               |               |
| 14 ott.     | 1-3            | Veltheim-Bruhl           | 3-0           | 4 mag.        |
| 21 ott.     | 3-1            | Grasshoppers-San Gallo   | 0-7           | 12 giu.       |
| 25 nov.     | 0-5            | Blue Stars-Zurigo        | 2-8           | 20 gen.       |
| 2 dic.      | 4-2            | Young Fellows-Winterthur | 0-1           | 16 mar.       |
| 2 dic.      | Riposa: Lugano |                          |               |               |

| \| andata (9ª) \| andata (9ª) \| 9ª giornata \| ritorno (18ª) \| ritorno (18ª) \| \| \| \| \| \| \| \| 21 ott. \| 1-4 \| Young Fellows-Zurigo \| 1-0 \| 24 feb. \| \| 18 nov. \| 1-3 \| Blue Stars-Veltheim \| 1-3 \| 6 gen. \| \| 18 nov. \| 1-0 \| Lugano-San Gallo \| 0-4 \| 30 mar. \| \| 18 nov. \| 0-2 \| Winterthur-Grasshoppers \| 2-3 \| 22 giu. \| \| 18 nov. \| Riposa: Bruhl \| \| \| \| |               |                         |               |               |
| andata (9ª) | andata (9ª)   | 9ª giornata             | ritorno (18ª) | ritorno (18ª) |
| |               |                         |               |               |
| 21 ott. | 1-4           | Young Fellows-Zurigo    | 1-0           | 24 feb.       |
| 18 nov. | 1-3           | Blue Stars-Veltheim     | 1-3           | 6 gen.        |
| 18 nov. | 1-0           | Lugano-San Gallo        | 0-4           | 30 mar.       |
| 18 nov. | 0-2           | Winterthur-Grasshoppers | 2-3           | 22 giu.       |
| 18 nov. | Riposa: Bruhl |                         |               |               |

| andata (9ª) | andata (9ª)   | 9ª giornata             | ritorno (18ª) | ritorno (18ª) |
|             |               |                         |               |               |
| 21 ott.     | 1-4           | Young Fellows-Zurigo    | 1-0           | 24 feb.       |
| 18 nov.     | 1-3           | Blue Stars-Veltheim     | 1-3           | 6 gen.        |
| 18 nov.     | 1-0           | Lugano-San Gallo        | 0-4           | 30 mar.       |
| 18 nov.     | 0-2           | Winterthur-Grasshoppers | 2-3           | 22 giu.       |
| 18 nov.     | Riposa: Bruhl |                         |               |               |

## Squadre partecipanti
| Club              | Città   | Stadio              | Stagione precedente                    |
| ----------------- | ------- | ------------------- | -------------------------------------- |
| Aarau             | Aarau   | Stadion Brügglifeld | 6º nel Girone Centrale                 |
| Basilea           | Basilea | Landhof-Stadium     | 3º nel Girone Centrale                 |
| Berna             | Berna   | Stadion Neufeld     | 2º nel Girone Centrale                 |
| Bienne            | Bienna  | Stadion Gurzelen    | 8º nel Girone Centrale                 |
| Concordia Basilea | Basilea | Stadio Concordia    | 1º nel Girone Centrale 1 (Neopromosso) |
| Lucerna           | Lucerna | Stadion Allmend     | 7º nel Girone Centrale                 |
| Nordstern         | Basilea | Stadion Rankhof     | 5º nel Girone Finale                   |
| Old Boys Basilea  | Basilea | Schützenmatte       | 4º nel Girone Centrale                 |
| Young Boys        | Berna   | Wankdorfstadion     | 1º nel Girone Centrale                 |

### Classifica finale
|  | Pos. | Squadra           | Pt | G  | V  | N | P | GF | GS | DR  |
|  | ---- | ----------------- | -- | -- | -- | - | - | -- | -- | --- |
|  | 1.   | Nordstern         | 26 | 16 | 11 | 4 | 1 | 34 | 10 | +24 |
|  | 2.   | Young Boys        | 25 | 16 | 10 | 5 | 1 | 28 | 9  | +19 |
|  | 3.   | Basilea           | 18 | 16 | 8  | 2 | 6 | 16 | 15 | +1  |
|  | 4.   | Old Boys Basilea  | 17 | 16 | 6  | 5 | 5 | 29 | 26 | +3  |
|  | 5.   | Berna             | 14 | 16 | 4  | 6 | 6 | 25 | 31 | -6  |
|  | 6.   | Aarau             | 12 | 16 | 4  | 4 | 8 | 14 | 20 | -6  |
|  | 7.   | Concordia Basilea | 11 | 16 | 4  | 3 | 9 | 19 | 31 | -12 |
|  | 8.   | Lucerna           | 11 | 16 | 4  | 3 | 9 | 13 | 30 | -17 |
|  | 9.   | Bienne            | 10 | 16 | 3  | 4 | 9 | 13 | 19 | -6  |

Legenda:
      Ammesso alla fase finale per il titolo di campione di Svizzera.
 Va allo spareggio retrocessione/promozione.
Note:
Due punti a vittoria, uno a pareggio, zero a sconfitta.

### Tabellone
|                    | AAR  | BAS  | BER  | BIE  | CON  | LUC  | NOR  | OLB  | YBO  |
| ------------------ | ---- | ---- | ---- | ---- | ---- | ---- | ---- | ---- | ---- |
| Aarau              | –––– | 1-0  | 3-0  | 1-1  | 0-0  | 0-2  | 0-1  | 0-3  | 1-0  |
| Basilea            | 2-0  | –––– | 2-1  | 1-0  | 0-1  | 2-2  | 1-0  | 2-0  | 0-0  |
| Berna              | 1-1  | 3-1  | –––– | 1-1  | 5-3  | 3-1  | 2-2  | 0-0  | 0-4  |
| Bienne             | 0-0  | 0-1  | 1-2  | –––– | 4-0  | 1-0  | 0-1  | 1-2  | 1-2  |
| Concordia Basilea  | 2-1  | 0-1  | 4-3  | 3-0  | –––– | 0-1  | 1-6  | 2-2  | 0-2  |
| Lucerna            | 0-4  | 0-1  | 0-0  | 0-0  | 2-0  | –––– | 1-6  | 3-0  | 0-2  |
| Nordstern          | 2-1  | 2-1  | 4-1  | 1-0  | 5-2  | 4-0  | –––– | 0-0  | 0-0  |
| Old Boys Basilea   | 3-0  | 4-1  | 2-2  | 2-3  | 3-1  | 5-1  | 0-4  | –––– | 1-4  |
| Young Boys Basilea | 3-1  | 1-0  | 2-1  | 2-0  | 1-1  | 2-0  | 1-1  | 2-2  | –––– |

### Calendario
| andata (1ª) | andata (1ª)        | 1ª giornata       | ritorno (10ª) | ritorno (10ª) |
|             |                    |                   |               |               |
| 23 set.     | 1-2                | Bienna-Old Boys   | 3-2           | 20 gen.       |
| 23 set.     | 4-0                | Nordstern-Lucerna | 6-1           | 20 gen.       |
| 2 dic.      | 2-1                | Basilea-Berna     | 3-1           | 13 gen.       |
| 9 dic.      | 2-1                | Concordia-Aarau   | 0-0           | 3 feb.        |
| 9 dic.      | Riposa: Young Boys |                   |               |               |

| andata (2ª) | andata (2ª)     | 2ª giornata          | ritorno (11ª) | ritorno (11ª) |
|             |                 |                      |               |               |
| 30 set.     | 0-3             | Aarau-Old Boys       | 0-3           | 23 mar.       |
| 30 set.     | 1-2             | Bienna-Berna         | 1-1           | 10 feb.       |
| 30 set.     | 2-1             | Nordstern-Basilea    | 0-1           | 27 gen.       |
| 30 set.     | 1-1             | Young Boys-Concordia | 2-0           | 13 gen.       |
| 30 set.     | Riposa: Lucerna |                      |               |               |

| andata (1ª) | andata (1ª)        | 1ª giornata       | ritorno (10ª) | ritorno (10ª) |
|             |                    |                   |               |               |
| 23 set.     | 1-2                | Bienna-Old Boys   | 3-2           | 20 gen.       |
| 23 set.     | 4-0                | Nordstern-Lucerna | 6-1           | 20 gen.       |
| 2 dic.      | 2-1                | Basilea-Berna     | 3-1           | 13 gen.       |
| 9 dic.      | 2-1                | Concordia-Aarau   | 0-0           | 3 feb.        |
| 9 dic.      | Riposa: Young Boys |                   |               |               |

| andata (2ª) | andata (2ª)     | 2ª giornata          | ritorno (11ª) | ritorno (11ª) |
|             |                 |                      |               |               |
| 30 set.     | 0-3             | Aarau-Old Boys       | 0-3           | 23 mar.       |
| 30 set.     | 1-2             | Bienna-Berna         | 1-1           | 10 feb.       |
| 30 set.     | 2-1             | Nordstern-Basilea    | 0-1           | 27 gen.       |
| 30 set.     | 1-1             | Young Boys-Concordia | 2-0           | 13 gen.       |
| 30 set.     | Riposa: Lucerna |                      |               |               |

| andata (3ª) | andata (3ª)    | 3ª giornata         | ritorno (12ª) | ritorno (12ª) |
|             |                |                     |               |               |
| 7 ott.      | 1-1            | Berna-Aarau         | 0-3           | 6 gen.        |
| 7 ott.      | 0-1            | Lucerna-Basilea     | 2-2           | 6 gen.        |
| 7 ott.      | 1-4            | Old Boys-Young Boys | 2-2           | 9 dic.        |
| 30 dic.     | 5-2            | Nordstern-Concordia | 1-0           | 16 mar.       |
| 30 dic.     | Riposa: Bienna |                     |               |               |

| andata (4ª) | andata (4ª)       | 4ª giornata       | ritorno (13ª) | ritorno (13ª) |
|             |                   |                   |               |               |
| 14 ott.     | 0-1               | Aarau-Nordstern   | 1-2           | 6 apr.        |
| 14 ott.     | 0-0               | Lucerna-Berna     | 1-3           | 3 feb.        |
| 14 ott.     | 4-1               | Old Boys-Basilea  | 0-2           | 10 feb.       |
| 14 ott.     | 2-0               | Young Boys-Bienna | 2-1           | 2 mar.        |
| 14 ott.     | Riposa: Concordia |                   |               |               |

| andata (3ª) | andata (3ª)    | 3ª giornata         | ritorno (12ª) | ritorno (12ª) |
|             |                |                     |               |               |
| 7 ott.      | 1-1            | Berna-Aarau         | 0-3           | 6 gen.        |
| 7 ott.      | 0-1            | Lucerna-Basilea     | 2-2           | 6 gen.        |
| 7 ott.      | 1-4            | Old Boys-Young Boys | 2-2           | 9 dic.        |
| 30 dic.     | 5-2            | Nordstern-Concordia | 1-0           | 16 mar.       |
| 30 dic.     | Riposa: Bienna |                     |               |               |

| andata (4ª) | andata (4ª)       | 4ª giornata       | ritorno (13ª) | ritorno (13ª) |
|             |                   |                   |               |               |
| 14 ott.     | 0-1               | Aarau-Nordstern   | 1-2           | 6 apr.        |
| 14 ott.     | 0-0               | Lucerna-Berna     | 1-3           | 3 feb.        |
| 14 ott.     | 4-1               | Old Boys-Basilea  | 0-2           | 10 feb.       |
| 14 ott.     | 2-0               | Young Boys-Bienna | 2-1           | 2 mar.        |
| 14 ott.     | Riposa: Concordia |                   |               |               |

| andata (5ª) | andata (5ª)       | 5ª giornata        | ritorno (14ª) | ritorno (14ª) |
|             |                   |                    |               |               |
| 21 ott.     | 1-0               | Aarau-Basilea      | 0-2           | 9 mar.        |
| 21 ott.     | 0-4               | Berna-Young Boys   | 1-2           | 24 feb.       |
| 21 ott.     | 1-0               | Bienna-Lucerna     | 0-0           | 17 feb.       |
| 21 ott.     | 3-1               | Old Boys-Concordia | 2-2           | 24 feb.       |
| 21 ott.     | Riposa: Nordstern |                    |               |               |

| andata (6ª) | andata (6ª)   | 6ª giornata        | ritorno (15ª) | ritorno (15ª) |
|             |               |                    |               |               |
| 28 ott.     | 0-4           | Lucerna-Aarau      | 2-0           | 27 gen.       |
| 28 ott.     | 0-4           | Old Boys-Nordstern | 0-0           | 3 feb.        |
| 28 ott.     | 1-0           | Young Boys-Basilea | 0-0           | 30 mar.       |
| 2 dic.      | 3-0           | Concordia-Bienna   | 0-4           | 6 gen.        |
| 2 dic.      | Riposa: Berna |                    |               |               |

| andata (5ª) | andata (5ª)       | 5ª giornata        | ritorno (14ª) | ritorno (14ª) |
|             |                   |                    |               |               |
| 21 ott.     | 1-0               | Aarau-Basilea      | 0-2           | 9 mar.        |
| 21 ott.     | 0-4               | Berna-Young Boys   | 1-2           | 24 feb.       |
| 21 ott.     | 1-0               | Bienna-Lucerna     | 0-0           | 17 feb.       |
| 21 ott.     | 3-1               | Old Boys-Concordia | 2-2           | 24 feb.       |
| 21 ott.     | Riposa: Nordstern |                    |               |               |

| andata (6ª) | andata (6ª)   | 6ª giornata        | ritorno (15ª) | ritorno (15ª) |
|             |               |                    |               |               |
| 28 ott.     | 0-4           | Lucerna-Aarau      | 2-0           | 27 gen.       |
| 28 ott.     | 0-4           | Old Boys-Nordstern | 0-0           | 3 feb.        |
| 28 ott.     | 1-0           | Young Boys-Basilea | 0-0           | 30 mar.       |
| 2 dic.      | 3-0           | Concordia-Bienna   | 0-4           | 6 gen.        |
| 2 dic.      | Riposa: Berna |                    |               |               |

| andata (7ª) | andata (7ª)     | 7ª giornata          | ritorno (16ª) | ritorno (16ª) |
|             |                 |                      |               |               |
| 4 nov.      | 5-3             | Berna-Concordia      | 3-4           | 9 mar.        |
| 4 nov.      | 0-0             | Bienna-Aarau         | 1-1           | 16 dic.       |
| 4 nov.      | 0-0             | Nordstern-Young Boys | 1-1           | 6 gen.        |
| 25 nov.     | 5-1             | Old Boys-Lucerna     | 0-3           | 9 mar.        |
| 25 nov.     | Riposa: Basilea |                      |               | 9 mar.        |

| andata (8ª) | andata (8ª)      | 8ª giornata       | ritorno (17ª) | ritorno (17ª) |
|             |                  |                   |               |               |
| 11 nov.     | 1-0              | Basilea-Bienna    | 1-0           | 3 feb.        |
| 11 nov.     | 0-1              | Concordia-Lucerna | 0-2           | 23 mar.       |
| 2 dic.      | 1-0              | Aarau-Young Boys  | 1-3           | 16 mar.       |
| 2 dic.      | 2-2              | Berna-Nordstern   | 1-4           | 2 mar.        |
| 2 dic.      | Riposa: Old Boys |                   |               |               |

| andata (7ª) | andata (7ª)     | 7ª giornata          | ritorno (16ª) | ritorno (16ª) |
|             |                 |                      |               |               |
| 4 nov.      | 5-3             | Berna-Concordia      | 3-4           | 9 mar.        |
| 4 nov.      | 0-0             | Bienna-Aarau         | 1-1           | 16 dic.       |
| 4 nov.      | 0-0             | Nordstern-Young Boys | 1-1           | 6 gen.        |
| 25 nov.     | 5-1             | Old Boys-Lucerna     | 0-3           | 9 mar.        |
| 25 nov.     | Riposa: Basilea |                      |               | 9 mar.        |

| andata (8ª) | andata (8ª)      | 8ª giornata       | ritorno (17ª) | ritorno (17ª) |
|             |                  |                   |               |               |
| 11 nov.     | 1-0              | Basilea-Bienna    | 1-0           | 3 feb.        |
| 11 nov.     | 0-1              | Concordia-Lucerna | 0-2           | 23 mar.       |
| 2 dic.      | 1-0              | Aarau-Young Boys  | 1-3           | 16 mar.       |
| 2 dic.      | 2-2              | Berna-Nordstern   | 1-4           | 2 mar.        |
| 2 dic.      | Riposa: Old Boys |                   |               |               |

| \| andata (9ª) \| andata (9ª) \| 9ª giornata \| ritorno (18ª) \| ritorno (18ª) \| \| \| \| \| \| \| \| 18 nov. \| 2-2 \| Old Boys-Berna \| 0-0 \| 30 mar. \| \| 18 nov. \| 2-0 \| Young Boys-Lucerna \| 2-0 \| 16 dic. \| \| 25 nov. \| 1-0 \| Nordstern-Bienna \| 1-0 \| 30 mar. \| \| 16 dic. \| 0-1 \| Concordia-Basilea \| 1-0 \| 17 feb. \| \| 16 dic. \| Riposa: Aarau \| \| \| \| |               |                    |               |               |
| andata (9ª) | andata (9ª)   | 9ª giornata        | ritorno (18ª) | ritorno (18ª) |
| |               |                    |               |               |
| 18 nov. | 2-2           | Old Boys-Berna     | 0-0           | 30 mar.       |
| 18 nov. | 2-0           | Young Boys-Lucerna | 2-0           | 16 dic.       |
| 25 nov. | 1-0           | Nordstern-Bienna   | 1-0           | 30 mar.       |
| 16 dic. | 0-1           | Concordia-Basilea  | 1-0           | 17 feb.       |
| 16 dic. | Riposa: Aarau |                    |               |               |

| andata (9ª) | andata (9ª)   | 9ª giornata        | ritorno (18ª) | ritorno (18ª) |
|             |               |                    |               |               |
| 18 nov.     | 2-2           | Old Boys-Berna     | 0-0           | 30 mar.       |
| 18 nov.     | 2-0           | Young Boys-Lucerna | 2-0           | 16 dic.       |
| 25 nov.     | 1-0           | Nordstern-Bienna   | 1-0           | 30 mar.       |
| 16 dic.     | 0-1           | Concordia-Basilea  | 1-0           | 17 feb.       |
| 16 dic.     | Riposa: Aarau |                    |               |               |

## Squadre partecipanti
| Club               | Città             | Stadio                 | Stagione precedente                 |
| ------------------ | ----------------- | ---------------------- | ----------------------------------- |
| Cantonal Neuchâtel | Neuchâtel         | Stadio Cantonal        | 5º nel Girone Ovest                 |
| Étoile Carouge     | Carouge           | Stade de La Fontenette | 1º nel Girone Ovest 1 (Neopromossa) |
| Étoile-Sporting    | San Gallo         | Stade Les Foulets      | 3º nel Girone Ovest                 |
| Friburgo           | Friborgo          | Stade Saint-Léonard    | 8º nel Girone Ovest                 |
| La Chaux-de-Fonds  | La Chaux-de-Fonds | Stade de la Charrière  | 4º nel Girone Ovest                 |
| Losanna            | Losanna           | Stade de la Pontaise   | 2º nel Girone Ovest                 |
| Montreux-Sports    | Montreux          | Stade de Chailly       | 7º nel Girone Ovest                 |
| Servette           | Ginevra           | Stade des Charmilles   | 3º nel Girone Finale                |
| Urania Ginevra     | Ginevra           | Stade de Frontenex     | 6º nel Girone Ovest                 |

### Classifica finale
|  | Pos. | Squadra            | Pt | G  | V  | N | P  | GF | GS | DR  |
|  | ---- | ------------------ | -- | -- | -- | - | -- | -- | -- | --- |
|  | 1.   | Servette           | 30 | 16 | 14 | 2 | 0  | 42 | 9  | +33 |
|  | 2.   | La Chaux-de-Fonds  | 22 | 16 | 11 | 0 | 5  | 42 | 18 | +24 |
|  | 3.   | Étoile-Sporting    | 22 | 16 | 9  | 4 | 3  | 34 | 16 | +18 |
|  | 4.   | Losanna            | 16 | 16 | 6  | 4 | 6  | 24 | 28 | -4  |
|  | 5.   | Urania Ginevra     | 15 | 16 | 6  | 3 | 7  | 22 | 25 | -3  |
|  | 6.   | Cantonal Neuchâtel | 14 | 16 | 7  | 0 | 9  | 22 | 26 | -4  |
|  | 7.   | Étoile Carouge     | 13 | 16 | 6  | 1 | 9  | 16 | 38 | -22 |
|  | 8.   | Friburgo           | 6  | 16 | 2  | 2 | 12 | 14 | 36 | -22 |
|  | 8.   | Montreux-Sports    | 6  | 16 | 1  | 4 | 11 | 17 | 37 | -20 |

Legenda:
      Ammesso alla fase finale per il titolo di campione di Svizzera.
 Va allo spareggio salvezza.
Note:
Due punti a vittoria, uno a pareggio, zero a sconfitta.
Spareggio previsto anche per squadre a pari punti in zona retrocessione/spareggi.

### Spareggio salvezza
- S'incontrano le due squadre arrivate all'ultimo posto nel girone a pari punti.

|          | Risultato |                 | Luogo e data           |  |
| -------- | --------- | --------------- | ---------------------- |  |
| Friburgo | 4 - 1     | Montreux-Sports | Losanna, 1 giugno 1924 |  |
|          |           |                 |                        |  |

### Tabellone
|                    | CAN  | ECA  | ESP  | FRI  | LCF  | LOS  | MOS  | SER  | URA  |
| ------------------ | ---- | ---- | ---- | ---- | ---- | ---- | ---- | ---- | ---- |
| Cantonal Neuchâtel | –––– | 0-1  | 2-3  | 2-1  | 1-3  | 1-2  | 3-2  | 0-5  | 1-2  |
| Étoile Carouge     | 1-3  | –––– | 0-2  | 2-0  | 0-3  | 1-2  | 3-2  | 0-3  | 0-0  |
| Étoile-Sporting    | 6-0  | 6-0  | –––– | 2-1  | 1-0  | 7-2  | 3-3  | 0-1  | 1-1  |
| Friburgo           | 0-1  | 1-3  | 1-1  | –––– | 0-7  | 3-0  | 3-2  | 1-1  | 2-3  |
| La Chaux-de-Fonds  | 3-1  | 6-1  | 1-0  | 3-0  | –––– | 1-2  | 2-0  | 1-3  | 4-1  |
| Losanna            | 0-2  | 5-0  | 1-1  | 2-1  | 3-1  | –––– | 2-2  | 1-1  | 1-1  |
| Montreux-Sports    | 0-4  | 0-1  | 1-3  | 0-0  | 1-3  | 1-0  | –––– | 1-1  | 0-2  |
| Servette           | 1-0  | 5-2  | 2-1  | 5-0  | 3-2  | 3-0  | 1-0  | –––– | 2-1  |
| Urania Ginevra     | 0-1  | 0-1  | 1-2  | 1-0  | 1-2  | 2-1  | 6-2  | 0-5  | –––– |

### Calendario
| andata (1ª) | andata (1ª)             | 1ª giornata               | ritorno (10ª) | ritorno (10ª) |
|             |                         |                           |               |               |
| 23 set.     | 0-5                     | Cantonal-Servette         | 0-1           | 13 gen.       |
| 23 set.     | 0-1                     | Montreux-Etoile Carouge   | 2-3           | 27 gen.       |
| 9 dic.      | 3-1                     | Losanna-La Chaux de Fonds | 2-1           | 4 mag.        |
| 27 gen.     | 2-3                     | Friburgo-Urania           | 0-1           | 27 apr.       |
| 27 gen.     | Riposa: Etoile Sporting |                           |               |               |

| andata (2ª) | andata (2ª)             | 2ª giornata                    | ritorno (11ª) | ritorno (11ª) |
|             |                         |                                |               |               |
| 15 set.     | 1-2                     | Cantonal-Urania                | 1-0           | 10 feb.       |
| 15 set.     | 0-2                     | Etoile Carouge-Etoile Sporting | 0-6           | 25 mag.       |
| 15 set.     | 3-0                     | Friborgo-Losanna               | 1-2           | 10 feb.       |
| 15 set.     | 1-3                     | La Chaux de Fonds-Servette     | 2-3           | 24 feb.       |
| 15 set.     | Riposa: Montreux-Sports |                                |               |               |

| andata (1ª) | andata (1ª)             | 1ª giornata               | ritorno (10ª) | ritorno (10ª) |
|             |                         |                           |               |               |
| 23 set.     | 0-5                     | Cantonal-Servette         | 0-1           | 13 gen.       |
| 23 set.     | 0-1                     | Montreux-Etoile Carouge   | 2-3           | 27 gen.       |
| 9 dic.      | 3-1                     | Losanna-La Chaux de Fonds | 2-1           | 4 mag.        |
| 27 gen.     | 2-3                     | Friburgo-Urania           | 0-1           | 27 apr.       |
| 27 gen.     | Riposa: Etoile Sporting |                           |               |               |

| andata (2ª) | andata (2ª)             | 2ª giornata                    | ritorno (11ª) | ritorno (11ª) |
|             |                         |                                |               |               |
| 15 set.     | 1-2                     | Cantonal-Urania                | 1-0           | 10 feb.       |
| 15 set.     | 0-2                     | Etoile Carouge-Etoile Sporting | 0-6           | 25 mag.       |
| 15 set.     | 3-0                     | Friborgo-Losanna               | 1-2           | 10 feb.       |
| 15 set.     | 1-3                     | La Chaux de Fonds-Servette     | 2-3           | 24 feb.       |
| 15 set.     | Riposa: Montreux-Sports |                                |               |               |

| andata (3ª) | andata (3ª)            | 3ª giornata                | ritorno (12ª) | ritorno (12ª) |
|             |                        |                            |               |               |
| 7 ott.      | 2-1                    | Etoile Sporting-Friborgo   | 1-1           | 24 feb.       |
| 7 ott.      | 0-2                    | Losanna-Cantonal           | 2-1           | 6 apr.        |
| 7 ott.      | 1-3                    | Montreux-La Chaux de Fonds | 0-2           | 18 mag.       |
| 7 ott.      | 2-1                    | Servette-Urania            | 5-0           | 2 mar.        |
| 7 ott.      | Riposa: Etoile Carouge |                            |               |               |

| andata (4ª) | andata (4ª)     | 4ª giornata                | ritorno (13ª) | ritorno (13ª) |
|             |                 |                            |               |               |
| 14 ott.     | 0-1             | Friborgo-Servette          | 0-5           | 16 mar.       |
| 14 ott.     | 3-1             | La Chaux de Fonds-Cantonal | 3-1           | 17 feb.       |
| 14 ott.     | 0-1             | Urania-Etoile Carouge      | 0-0           | 9 mar.        |
| 9 dic.      | 1-3             | Montreux-Etoile Sporting   | 3-3           | 4 mag.        |
| 9 dic.      | Riposa: Losanna |                            |               |               |

| andata (3ª) | andata (3ª)            | 3ª giornata                | ritorno (12ª) | ritorno (12ª) |
|             |                        |                            |               |               |
| 7 ott.      | 2-1                    | Etoile Sporting-Friborgo   | 1-1           | 24 feb.       |
| 7 ott.      | 0-2                    | Losanna-Cantonal           | 2-1           | 6 apr.        |
| 7 ott.      | 1-3                    | Montreux-La Chaux de Fonds | 0-2           | 18 mag.       |
| 7 ott.      | 2-1                    | Servette-Urania            | 5-0           | 2 mar.        |
| 7 ott.      | Riposa: Etoile Carouge |                            |               |               |

| andata (4ª) | andata (4ª)     | 4ª giornata                | ritorno (13ª) | ritorno (13ª) |
|             |                 |                            |               |               |
| 14 ott.     | 0-1             | Friborgo-Servette          | 0-5           | 16 mar.       |
| 14 ott.     | 3-1             | La Chaux de Fonds-Cantonal | 3-1           | 17 feb.       |
| 14 ott.     | 0-1             | Urania-Etoile Carouge      | 0-0           | 9 mar.        |
| 9 dic.      | 1-3             | Montreux-Etoile Sporting   | 3-3           | 4 mag.        |
| 9 dic.      | Riposa: Losanna |                            |               |               |

| andata (5ª) | andata (5ª)      | 5ª giornata                       | ritorno (14ª) | ritorno (14ª) |
|             |                  |                                   |               |               |
| 21 ott.     | 2-1              | Cantonal-Friborgo                 | 1-0           | 30 mar.       |
| 21 ott.     | 1-2              | Etoile Carouge-Losanna            | 0-5           | 13 gen.       |
| 21 ott.     | 1-0              | Etoile Sporting-La Chaux de Fonds | 0-1           | 27 apr.       |
| 21 ott.     | 0-2              | Montreux-Urania                   | 2-6           | 6 apr.        |
| 21 ott.     | Riposa: Servette |                                   |               |               |

| andata (6ª) | andata (6ª)      | 6ª giornata              | ritorno (15ª) | ritorno (15ª) |
|             |                  |                          |               |               |
| 28 ott.     | 3-2              | Friborgo-Montreux        | 0-0           | 9 mar.        |
| 28 ott.     | 4-1              | La Chaux de Fonds-Urania | 2-1           | 20 gen.       |
| 28 ott.     | 1-1              | Losanna-Etoile Sporting  | 2-7           | 18 mag.       |
| 28 ott.     | 5-2              | Servette-Etoile Carouge  | 3-0           | 17 feb.       |
| 28 ott.     | Riposa: Cantonal |                          |               |               |

| andata (5ª) | andata (5ª)      | 5ª giornata                       | ritorno (14ª) | ritorno (14ª) |
|             |                  |                                   |               |               |
| 21 ott.     | 2-1              | Cantonal-Friborgo                 | 1-0           | 30 mar.       |
| 21 ott.     | 1-2              | Etoile Carouge-Losanna            | 0-5           | 13 gen.       |
| 21 ott.     | 1-0              | Etoile Sporting-La Chaux de Fonds | 0-1           | 27 apr.       |
| 21 ott.     | 0-2              | Montreux-Urania                   | 2-6           | 6 apr.        |
| 21 ott.     | Riposa: Servette |                                   |               |               |

| andata (6ª) | andata (6ª)      | 6ª giornata              | ritorno (15ª) | ritorno (15ª) |
|             |                  |                          |               |               |
| 28 ott.     | 3-2              | Friborgo-Montreux        | 0-0           | 9 mar.        |
| 28 ott.     | 4-1              | La Chaux de Fonds-Urania | 2-1           | 20 gen.       |
| 28 ott.     | 1-1              | Losanna-Etoile Sporting  | 2-7           | 18 mag.       |
| 28 ott.     | 5-2              | Servette-Etoile Carouge  | 3-0           | 17 feb.       |
| 28 ott.     | Riposa: Cantonal |                          |               |               |

| andata (7ª) | andata (7ª)               | 7ª giornata              | ritorno (16ª) | ritorno (16ª) |
|             |                           |                          |               |               |
| 4 nov.      | 2-0                       | Etoile Carouge-Friborgo  | 3-1           | 16 dic.       |
| 4 nov.      | 2-0                       | Etoile Sporting-Cantonal | 3-2           | 27 gen.       |
| 4 nov.      | 1-1                       | Losanna-Urania           | 1-2           | 30 mar.       |
| 4 nov.      | 1-1                       | Montreux-Servette        | 0-1           | 3 feb.        |
| 4 nov.      | Riposa: La Chaux de Fonds |                          |               |               |

| andata (8ª) | andata (8ª)      | 8ª giornata                      | ritorno (17ª) | ritorno (17ª) |
|             |                  |                                  |               |               |
| 18 nov.     | 6-1              | La Chaux de Fonds-Etoile Carouge | 3-0           | 6 gen.        |
| 18 nov.     | 0-4              | Montreux-Cantonal                | 2-3           | 16 dic.       |
| 18 nov.     | 3-0              | Servette-Losanna                 | 1-1           | 27 gen.       |
| 2 dic.      | 1-2              | Urania-Etoile Sporting           | 1-1           | 11 mag.       |
| 2 dic.      | Riposa: Friborgo |                                  |               |               |

| andata (7ª) | andata (7ª)               | 7ª giornata              | ritorno (16ª) | ritorno (16ª) |
|             |                           |                          |               |               |
| 4 nov.      | 2-0                       | Etoile Carouge-Friborgo  | 3-1           | 16 dic.       |
| 4 nov.      | 2-0                       | Etoile Sporting-Cantonal | 3-2           | 27 gen.       |
| 4 nov.      | 1-1                       | Losanna-Urania           | 1-2           | 30 mar.       |
| 4 nov.      | 1-1                       | Montreux-Servette        | 0-1           | 3 feb.        |
| 4 nov.      | Riposa: La Chaux de Fonds |                          |               |               |

| andata (8ª) | andata (8ª)      | 8ª giornata                      | ritorno (17ª) | ritorno (17ª) |
|             |                  |                                  |               |               |
| 18 nov.     | 6-1              | La Chaux de Fonds-Etoile Carouge | 3-0           | 6 gen.        |
| 18 nov.     | 0-4              | Montreux-Cantonal                | 2-3           | 16 dic.       |
| 18 nov.     | 3-0              | Servette-Losanna                 | 1-1           | 27 gen.       |
| 2 dic.      | 1-2              | Urania-Etoile Sporting           | 1-1           | 11 mag.       |
| 2 dic.      | Riposa: Friborgo |                                  |               |               |

| \| andata (9ª) \| andata (9ª) \| 9ª giornata \| ritorno (18ª) \| ritorno (18ª) \| \| \| \| \| \| \| \| 9 dic. \| 1-3 \| Etoile Carouge-Cantonal \| 1-0 \| 20 gen. \| \| 2 dic. \| 2-2 \| Losanna-Montreux \| 0-1 \| 24 feb. \| \| 16 dic. \| 2-1 \| Servette-Etoile Sporting \| 0-1 \| 6 apr. \| \| 3 feb. \| 0-7 \| Friburgo-La Chaux de Fonds \| 0-3 \| 11 mag. \| \| 3 feb. \| Riposa: Urania \| \| \| \| |                |                            |               |               |
| andata (9ª) | andata (9ª)    | 9ª giornata                | ritorno (18ª) | ritorno (18ª) |
| |                |                            |               |               |
| 9 dic. | 1-3            | Etoile Carouge-Cantonal    | 1-0           | 20 gen.       |
| 2 dic. | 2-2            | Losanna-Montreux           | 0-1           | 24 feb.       |
| 16 dic. | 2-1            | Servette-Etoile Sporting   | 0-1           | 6 apr.        |
| 3 feb. | 0-7            | Friburgo-La Chaux de Fonds | 0-3           | 11 mag.       |
| 3 feb. | Riposa: Urania |                            |               |               |

| andata (9ª) | andata (9ª)    | 9ª giornata                | ritorno (18ª) | ritorno (18ª) |
|             |                |                            |               |               |
| 9 dic.      | 1-3            | Etoile Carouge-Cantonal    | 1-0           | 20 gen.       |
| 2 dic.      | 2-2            | Losanna-Montreux           | 0-1           | 24 feb.       |
| 16 dic.     | 2-1            | Servette-Etoile Sporting   | 0-1           | 6 apr.        |
| 3 feb.      | 0-7            | Friburgo-La Chaux de Fonds | 0-3           | 11 mag.       |
| 3 feb.      | Riposa: Urania |                            |               |               |

## Girone finale

### Classifica finale
|  | Pos. | Squadra   | Pt | G | V | N | P | GF | GS | DR |
|  | ---- | --------- | -- | - | - | - | - | -- | -- | -- |
|  | 1.   | Zurigo    | 4  | 2 | 2 | 0 | 0 | 4  | 1  | +3 |
|  | 2.   | Nordstern | 2  | 2 | 1 | 0 | 1 | 2  | 3  | -1 |
|  | 3.   | Servette  | 0  | 2 | 0 | 0 | 1 | 0  | 2  | -2 |

Legenda:
      Campione Svizzero di Serie A 1924-1925.
Note:
Due punti a vittoria, uno a pareggio, zero a sconfitta.

### Risultati
- S'incontrano le tre squadre arrivate al primo posto nei rispettivi gironi.

|           | Risultato |           | Luogo e data            |  |
| --------- | --------- | --------- | ----------------------- |  |
| Servette  | 0 - 1     | Nordstern | Ginevra, 13 aprile 1924 |  |
| Zurigo    | 1 - 0     | Servette  | Zurigo, 4 maggio 1924   |  |
| Nordstern | 1 - 3     | Zurigo    | Basilea, 11 maggio 1924 |  |
|           |           |           |                         |  |

## Spareggi retrocessione/promozione (Serie A/Serie Promozione)

### Spareggio zona est
- S'incontrano la squadra arrivata ultima nel girone di Serie A e la squadra arrivata al primo posto nel girone di Serie Promozione.

|                   | Risultato |                   | Luogo e data               |  |
| ----------------- | --------- | ----------------- | -------------------------- |  |
| Blue Stars Zurigo | 2 - 0     | Oberwinterthur    | Zurigo, 17 agosto 1924     |  |
| Oberwinterthur    | 0 - 0     | Blue Stars Zurigo | Winterthur, 24 agosto 1924 |  |
|                   |           |                   |                            |  |

### Spareggio zona centro
- S'incontrano la squadra arrivata ultima nel girone di Serie A e la squadra arrivata al primo posto nel girone di Serie Promozione.

|          | Risultato |          | Luogo e data             |  |
| -------- | --------- | -------- | ------------------------ |  |
| Bienne   | 0 - 0     | Grenchen | Bienna, 3 agosto 1924    |  |
| Grenchen | 1 - 0     | Bienne   | Grenchen, 10 agosto 1924 |  |
|          |           |          |                          |  |

### Spareggio zona ovest
- S'incontrano la squadra arrivata ultima nel girone di Serie A e la squadra arrivata al primo posto nel girone di Serie Promozione.

|                 | Risultato |                 | Luogo e data            |  |
| --------------- | --------- | --------------- | ----------------------- |  |
| Montreux-Sports | 1 - 1     | Forward Morges  | Montreux, 8 giugno 1924 |  |
| Forward Morges  | 2 - 5     | Montreux-Sports | Morges, 15 giugno 1924  |  |
|                 |           |                 |                         |  |

## Verdetti finali
- Zurigo Campione di Svizzera 1923-1924.
- Blue Stars Zurigo e Montreux-Sports restano in Serie A.
- Bienne è retrocesso in Serie B.
- Grenchen è promosso in Serie A.